# Victoria Starmer

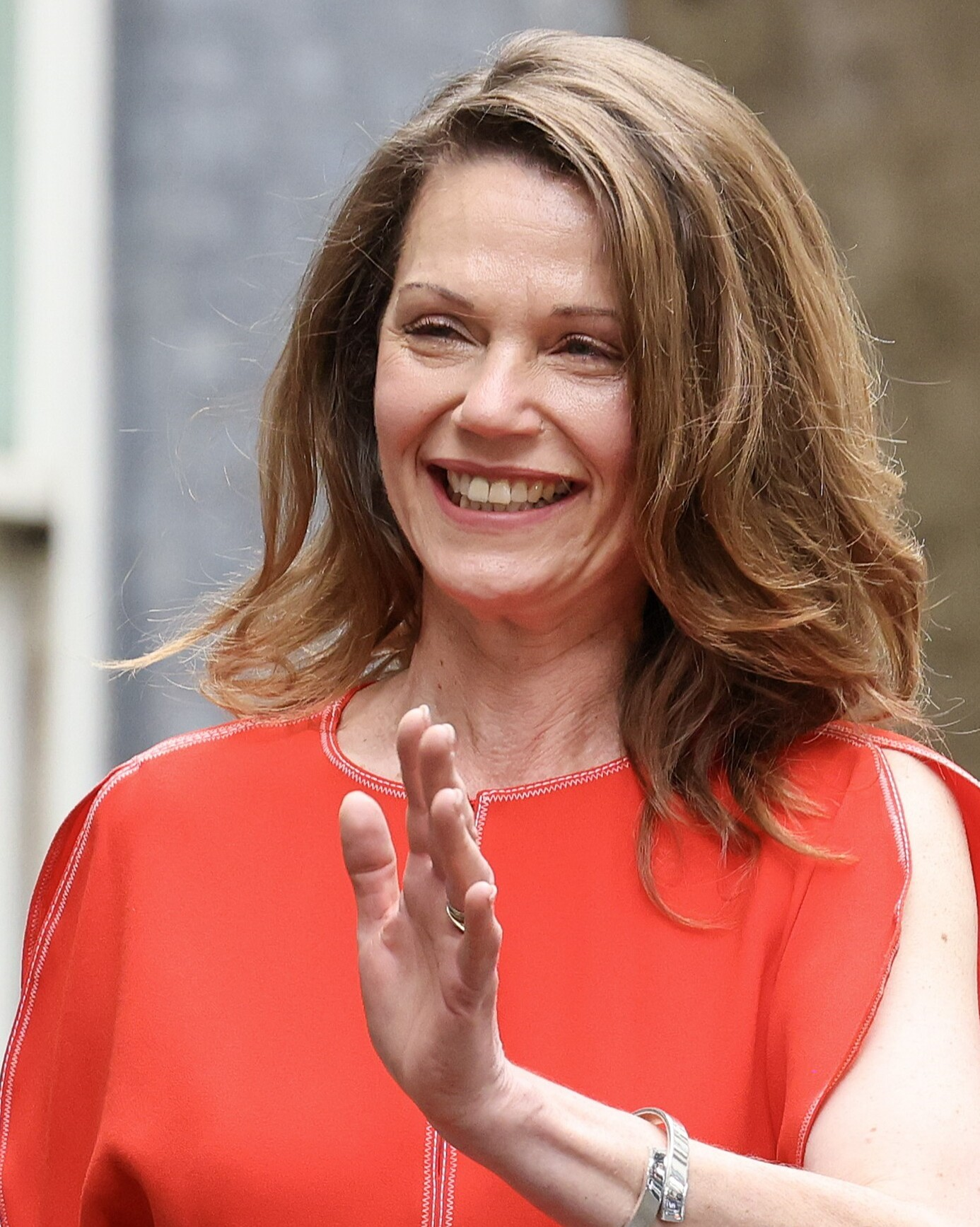
Victoria Starmer (2024)

Victoria Starmer, geborene Alexander (* 1973 oder 1974 in London), ist eine britische Arbeitsmedizinerin und ehemalige Anwältin (Solicitor). Sie ist die Ehefrau von Keir Starmer, der seit 2024 als Premierminister des Vereinigten Königreichs amtiert.
Geboren in London, studierte sie Jura und Soziologie an der Universität Cardiff, wo sie Präsidentin der Studentenvereinigung war. Nach ihrem Erwerb des Anwaltspatents arbeitete sie in der Anwaltskanzlei Hodge Jones & Allen, wo sie sich auf Fälle im Zusammenhang mit Straßenkriminalität konzentrierte. Später begann sie im National Health Service (NHS) im Bereich der Arbeitsmedizin zu arbeiten. Starmer heiratete Keir Starmer im Jahr 2007. Das Paar hat zwei Kinder.

## Frühes Leben und Beruf
Starmer wurde als Victoria Alexander entweder 1973 oder 1974 in London geboren. Zusammen mit ihrer älteren Schwester Judith wuchs sie in Gospel Oak im Norden Londons auf. Ihr Vater Bernard, ein Wirtschaftsdozent und Wirtschaftsprüfer, wurde 1929 in einer polnisch-jüdischen Familie geboren, die vor dem Zweiten Weltkrieg in das Vereinigte Königreich ausgewandert war, während ihre Mutter Barbara (gestorben 2020) als Ärztin im National Health Service arbeitete und nach ihrer Heirat zum Judentum konvertierte.
Alexander besuchte die Channing School in Highgate, London, und studierte später Jura und Soziologie an der Universität Cardiff, wo sie als Präsidentin der Studentenvereinigung fungierte. Nach ihrem Universitätsabschluss qualifizierte sich Alexander als Anwältin und arbeitete für die Anwaltskanzlei Hodge Jones & Allen, wo sie sich auf Straßenkriminalität spezialisierte. Irgendwann nach ihrer Heirat gab sie ihre Tätigkeit als Anwältin auf und begann, als Arbeitsmedizinerin für den NHS zu arbeiten.

## Privatleben

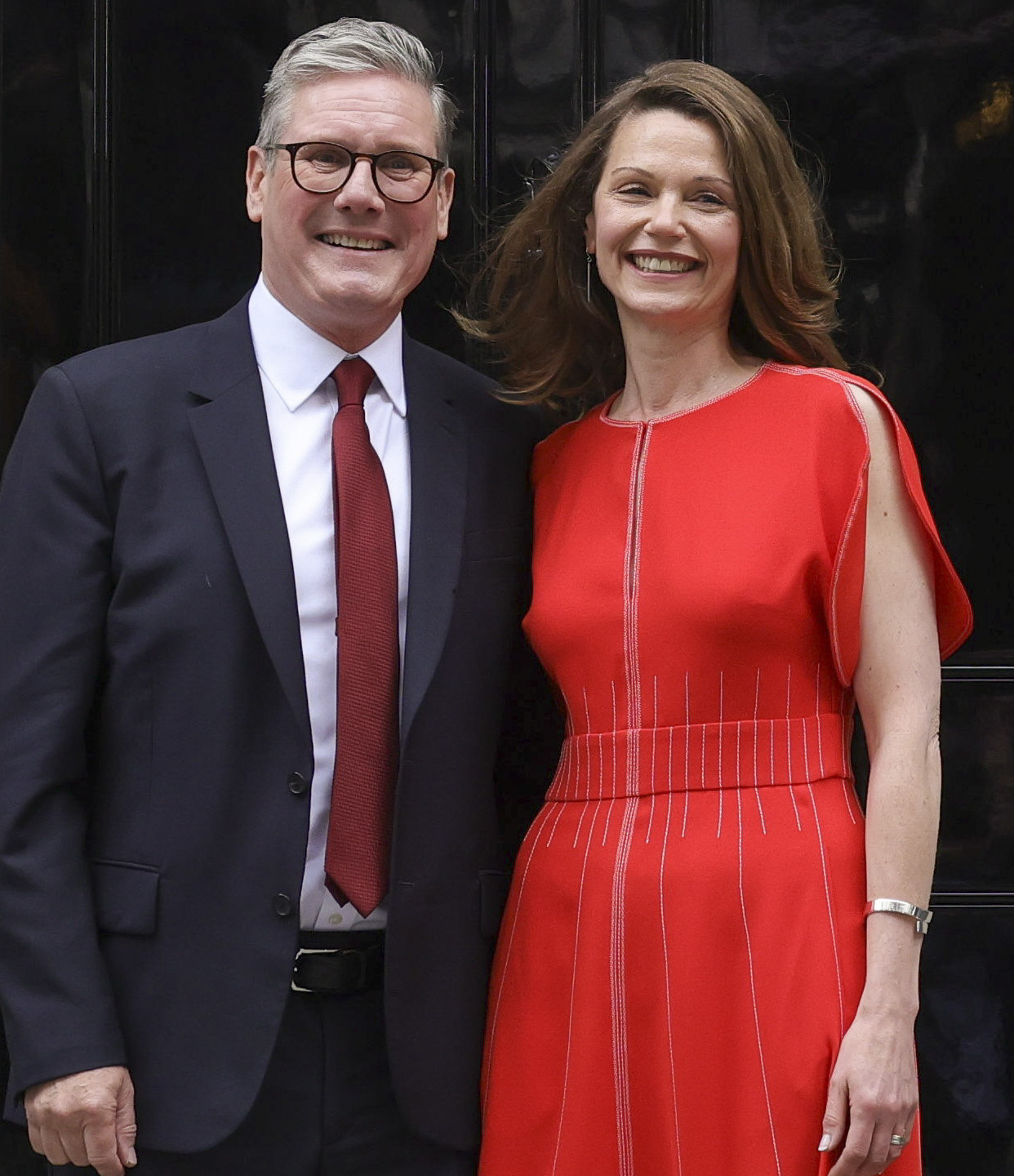
Victoria and Keir Starmer outside 10 Downing Street, after the latter's appointment as prime minister

Alexander lernte Keir Starmer, damals Senior Barrister bei Doughty Street Chambers, bei der Arbeit an demselben Fall kennen. Das Paar verlobte sich 2004 und heiratete am 6. Mai 2007 auf dem Fennes Estate, nördlich von Bocking, Essex. Das Paar hat zwei Kinder: einen Sohn (geboren 2008) und eine Tochter (geboren 2010); beide werden im jüdischen Erbe ihrer Mutter erzogen. Die Familie hält den Schabbat ein.
Starmer ist Vegetarier. Bis zum Umzug in die Downing Street 10 wohnte die Familie in Kentish Town im Norden Londons.
Starmer unterstützt die Labour-Partei mindestens seit ihrer Studienzeit und protestierte insbesondere gegen die Bildungsreformen des konservativen Bildungsministers John Patten während ihrer Amtszeit als Bildungs- und Sozialbeauftragte der Universität Cardiff im Jahr 1993. Trotzdem hielt sie sich während der Parlamentswahlen 2024 relativ bedeckt und nahm nicht am Wahlkampf teil. Sie trat jedoch bei Labour-Veranstaltungen und Staatsbanketten auf, die während des Wahlkampfs stattfanden.
Nach dem erdrutschartigen Sieg der Labour-Partei bei den Parlamentswahlen 2024 begleitete Starmer ihren Mann zum Buckingham Palace, wo er von König Charles  III. zum Premierminister ernannt wurde. Anschließend begleitete sie ihn in die Downing Street 10, wo er seine erste Rede als Premierminister hielt. Berichten zufolge wird sie ihre Arbeit beim NHS fortsetzen und sich voraussichtlich relativ zurückhalten.
Der Daily Telegraph berichtete im September 2024, dass Starmer zwei Freikarten für ein Eras-Tour-Konzert der amerikanischen Sängerin Taylor Swift im Wembley-Stadion zu Beginn des Jahres angenommen hatte. Im selben Monat wurde ihr Ehemann beschuldigt, gegen parlamentarische Regeln verstoßen zu haben, weil er Kleidungsstücke im Wert von £5.000, die der Labour-Spender Lord Alli für sie gekauft hatte, nicht deklariert hatte. Die Spenden, zu denen auch ein persönlicher Einkäufer und Änderungen der Kleidung gehörten, sollen sowohl vor als auch nach den Parlamentswahlen erfolgt sein.